# Força de Fronteira
A Força de Fronteira (Border Force - BF) é um comando policial dentro do Ministério do Interior (Home Office), responsável pelas operações de controle de fronteira na linha de frente em portos aéreos, marítimos e ferroviários no Reino Unido. A força fazia parte da extinta UKBA desde sua criação, em 2008, até que a Secretária de Estado para os assuntos internos, Theresa May, a cindiu em março de 2012, após severas críticas à gerência sênior.
A Força de Fronteira foi criada em 1º de março de 2012, tornando-se responsável diretamente perante os ministros. Ela é responsável pelos controles de imigração e alfândega e pela triagem de passageiros, cargas e funcionários portuários em 140 portos ferroviários, aéreos e marítimos no Reino Unido e na Europa Ocidental, bem como em milhares de pistas de pouso, portos e marinas menores. O trabalho da Força de Fronteira é monitorado pelo Inspetor-chefe Independente de Fronteiras e Imigração.
Os oficiais da BF podem ter poderes tanto de oficiais da alfândega quanto de oficiais de imigração. Suas funções também incluem o combate ao terrorismo, parte do qual é detectar e impedir a importação ilícita de material radioativo e nuclear por terroristas ou criminosos.
Além dos poderes listados abaixo em relação à imigração e à alfândega, a seção 2 da Lei de Fronteiras de 2007 também permite que os oficiais designados da Força de Fronteira detenham qualquer pessoa por qualquer ofensa criminal ou mandado de prisão em um porto, se o oficial de fronteira achar que a pessoa seria passível de prisão por um policial. O poder permite a detenção por três horas até a chegada de um policial. O poder também se aplica aos pontos de entrada na Bélgica e na França, onde o oficial de fronteira entregará a pessoa detida a policiais belgas ou franceses, conforme apropriado.

## História

### Histórico e estabelecimento
Antes de 2007, três agências eram responsáveis pelo controle de fronteiras no Reino Unido:
- Funcionários uniformizados da alfândega do HM Receita e Alfândega (HMRC) (HM Alfândega e Impostos - HMCE - até 2005) cuidavam da alfândega.
- A Diretoria de Imigração e Nacionalidade cuidava de todas as funções de imigração dentro do Reino Unido e na fronteira.
- e a UKVisas emitia vistos tanto no Reino Unido quanto em seus escritórios no exterior.

Já em 2003, uma única "força policial de fronteira" havia sido proposta.
Em 2005, a HMCE e a Receita Federal se fundiram para formar a HMRC, que continuou responsável pelo controle alfandegário na fronteira até 2009. Ao longo de 2006 e 2007, houve sugestões para a fusão do departamento de controle de fronteiras.
Inicialmente, esse plano era transformar a Diretoria de Imigração e Nacionalidade em um corpo uniformizado de oficiais de imigração na fronteira, a Agência de Fronteira e Imigração (BIA). Criada em 1º de abril de 2007, ela teve vida curta e foi substituída apenas um ano depois, em 1º de abril de 2008, pela Agência de Fronteiras do Reino Unido (UKBA), uma fusão da BIA, da UKvisas e das funções alfandegárias portuárias da HMRC. Isso criou um dos maiores órgãos de aplicação da lei no Reino Unido.
Em 5 de novembro de 2011, após várias falhas da UKBA, a então Secretária do Interior, Theresa May, informou que uma investigação independente também seria realizada, liderada pelo Inspetor Chefe da UKBA, John Vine. A Força de Fronteira do Reino Unido tornou-se uma organização separada em 1º de março de 2012.

### Após a criação
O primeiro Diretor Geral da Força de Fronteira foi o ex-Chefe da Polícia de Wiltshire, Brian Moore, que foi nomeado interinamente para durar até 31 de agosto de 2012 e esperava-se que se candidatasse ao cargo permanentemente, apesar das críticas à sua gestão das filas de passaporte. Em 10 de julho de 2012, o Ministro da Imigração Damian Green confirmou que Moore não havia se candidatado ao cargo, apesar de Moore ter dito anteriormente ao Comitê Seleto de Assuntos Internos que se candidataria.
Tony Smith foi nomeado Diretor Geral interino da BF em 19 de setembro de 2012. Anteriormente, Smith foi Comandante de Ouro do Programa Olímpico de Londres 2012 e Diretor Regional de Londres e do Sudeste na Agência de Fronteiras do Reino Unido e passou quarenta anos no controle de fronteiras e no trabalho de fiscalização.
O Vice-Almirante Sir Charles Montgomery foi nomeado o novo Diretor Geral em 25 de janeiro de 2013.
Em junho de 2017, Montgomery deixou a Força de Fronteira e Paul Lincoln (um funcionário público do MOD e do Ministério do Interior) foi nomeado o novo Diretor Geral. Nenhum dos dois tinha experiência anterior em imigração ou alfândega.

## Responsabilidades

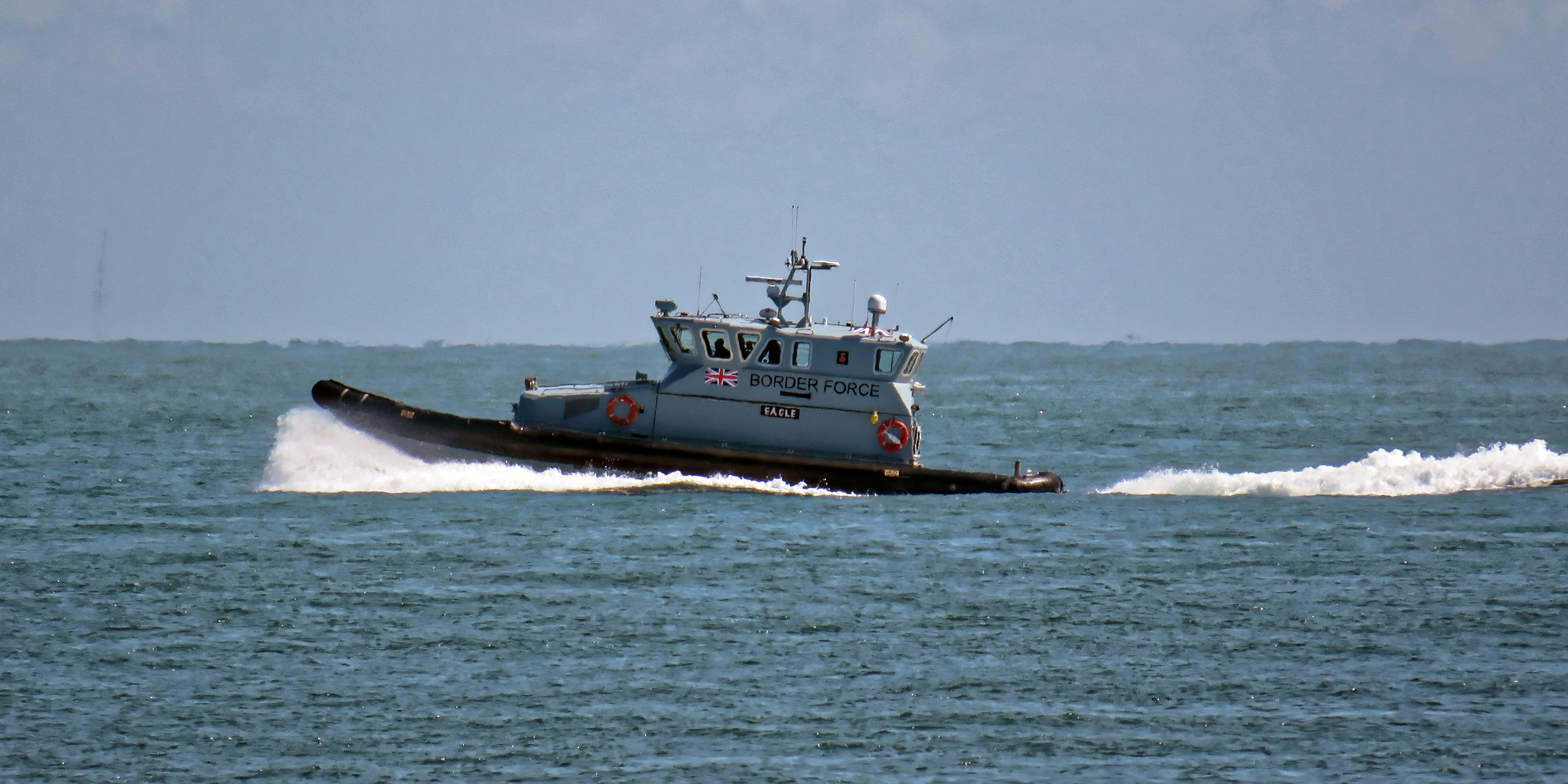
Navio de patrulha da Força de Fronteira HMCPV 'Eagle' ao largo de Broadstairs, Kent, Inglaterra.

As responsabilidades declaradas da Força de Fronteira do Ministério do Interior são as seguintes:
- verificar o status de imigração das pessoas que chegam e saem do Reino Unido.
- revistar bagagens, veículos e cargas em busca de mercadorias ilícitas ou imigrantes ilegais.
- patrulhar a costa britânica e revistar embarcações.
- coleta de informações.
- alertar a polícia e os serviços de segurança sobre pessoas de interesse.

A Força de Fronteira é responsável pela imigração e alfândega em 140 portos ferroviários, aéreos e marítimos no Reino Unido e na Europa Ocidental, bem como em milhares de pistas de pouso, portos e marinas menores.

## Organização e operações

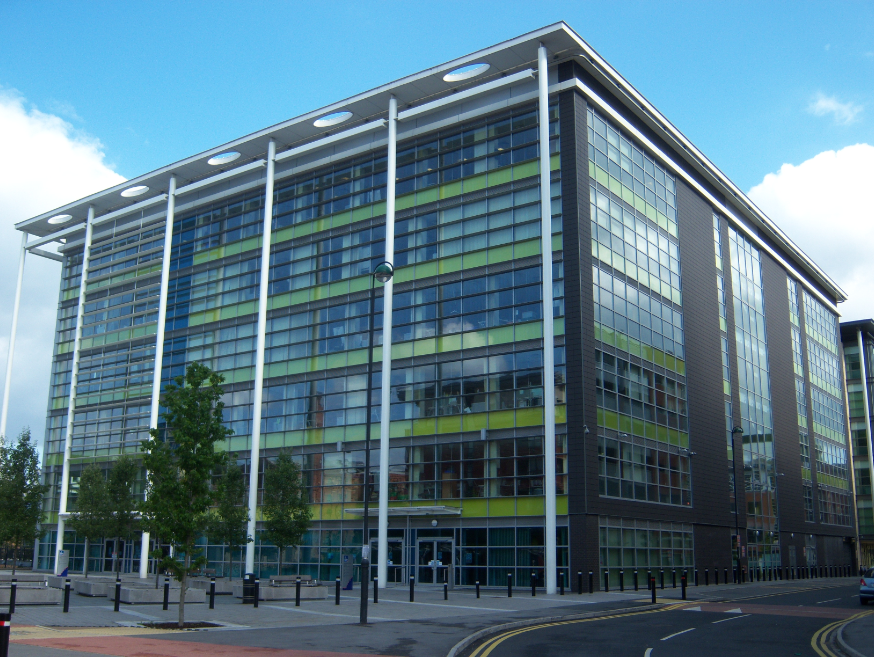
Edifícios do Ministério do Interior em Sheffield.

A Força de Fronteira tem cinco regiões operacionais:
- Central.
- Heathrow.
- Norte.
- Sul.
- Sudeste e Europa.

As regiões têm a responsabilidade de proteger a fronteira 24 horas por dia, 365 dias por ano, nos portos, aeroportos, depósitos postais e ferrovias do Reino Unido.
Isso inclui o Eurostar de Bruxelas e Paris para a estação St Pancras e o Eurotúnel de Coquelles para Folkestone.
Há aproximadamente 10.000 pessoas que trabalham na BF, de acordo com o site do governo do Reino Unido.
O trabalho variado das regiões inclui parar 100% dos passageiros que chegam aos portos ou aeroportos para controles de imigração.
Os agentes também realizam interceptações de risco para drogas controladas, dinheiro, tabaco, álcool, armas de fogo, armas ofensivas, mercadorias proibidas, mercadorias falsificadas e entradas clandestinas.
Eles fazem isso nos controles de passageiros e de carga, abrangendo passageiros que viajam a pé, de carro, ônibus, veículos de carga, bem como carga aérea e contêineres marítimos.

## Oficiais

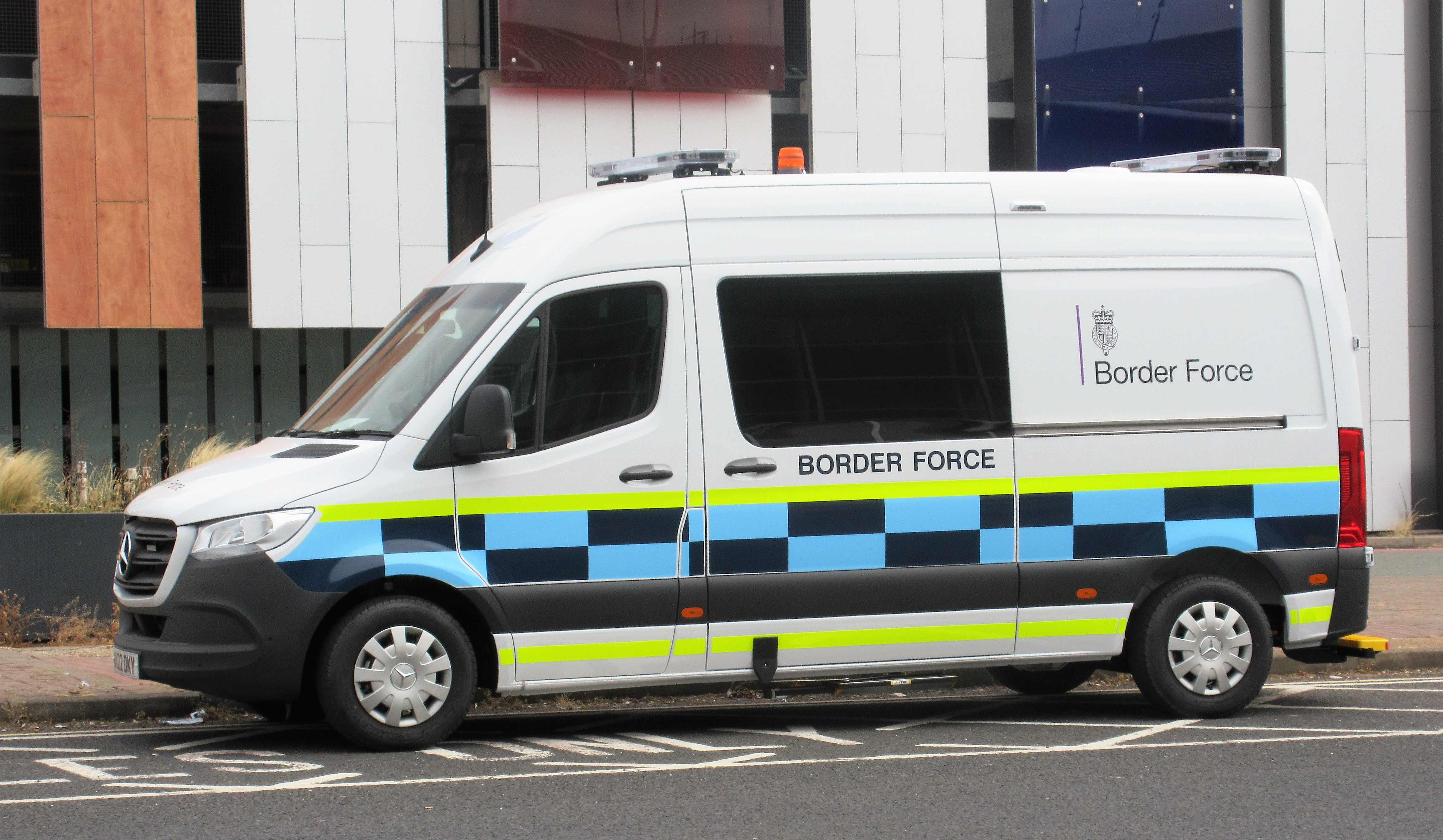
Uma van Mercedes Benz Sprinter da Força de Fronteira de um aeroporto. Observe o esquema de cores característico do Ministério do Interior. Os veículos da polícia britânica usam as cores azul e amarela.

Os membros da BF são conhecidos como "oficiais da Força de Fronteira" e são funcionários públicos, parte do Serviço Civil de Sua Majestade.

### Poderes
A equipe possui uma mistura de poderes concedidos a eles por sua condição de oficiais de imigração e funcionários aduaneiros designados. Os oficiais da Força de Fronteira são funcionários públicos.

#### Poderes de imigração
Os oficiais de imigração têm poderes de prisão e detenção conferidos a eles pela Lei de Imigração de 1971 e pelas Leis de Imigração subsequentes, tanto nos portos quanto no interior. Na prática, os oficiais de imigração da Força de Fronteira treinados para não prender exercem poderes de acordo com o Anexo 2 da lei de 1971, enquanto os oficiais de imigração do interior trabalham de acordo com a S28A-H e o parágrafo 17 do Anexo 2 da mesma lei, assim como os oficiais de imigração da Força de Fronteira treinados para prender na fronteira.
Historicamente, os oficiais de imigração do porto e do interior recebiam treinamento diferente para refletir essas diferentes abordagens de aplicação da imigração, o que agora é reforçado pelos oficiais do interior que trabalham para a Polícia de Imigração, um comando separado do Ministério do Interior.
"Oficiais de Imigração Designados" são oficiais de imigração da Força de Fronteira que foram designados com poderes adicionais de detenção, de acordo com as Seções 1 a 4 da Lei de Fronteiras do Reino Unido de 2007, quando uma pessoa em um porto ou aeroporto é suspeita de ser passível de prisão por um policial por delitos não relacionados à fronteira.

#### Poderes alfandegários
Os oficiais da Força de Fronteira, designados como funcionários da alfândega de acordo com a Lei de Fronteiras, Cidadania e Imigração de 2009, têm amplos poderes de entrada, busca, apreensão e prisão. Eles têm os mesmos poderes de alfândega e impostos especiais de consumo que os funcionários do HMRC, mas não podem usar os poderes do HMRC para assuntos não fronteiriços, como imposto de renda e IVA. Entre seus poderes está a capacidade de prender qualquer pessoa que tenha cometido, ou que o policial tenha motivos razoáveis para suspeitar que tenha cometido, qualquer delito nos termos das Leis de Alfândega e Impostos Especiais sobre o Consumo. Eles também podem apreender mercadorias proibidas e restritas, como drogas controladas e armas de fogo, além de garantir que as mercadorias importadas tenham os impostos e taxas corretos.

### Diretor-geral
- Vice-almirante Sir Charles Montgomery KBE ADC RN (2013-2017).
- Paul Lincoln OBE (2017-2021).

### Diretor-geral interino
- Phil Douglas[20] (novembro de 2021 até última atualização em agosto de 2023)

### Insígnias de patente
Os oficiais uniformizados da Força de Fronteira têm sua patente exibida em dragonas de ombro, presas à camisa, ao moletom ou à jaqueta.
Os suboficiais abaixo da patente de Oficial Sênior também podem ter seu número de identificação exibido.
O estilo da patente e da dragona está alinhado com muitas outras agências de fronteira e compartilha semelhanças com sua contraparte australiana, a Força de Fronteira da Austrália.
| Classificação BF                                       | Insígnia da dragona                                                                                  | Número pessoal exibido |
| ------------------------------------------------------ | --- | ---------------------- |
| Assistente Administrativo (Nível de Serviço Civil: AA) | Simples                                                                                              | Sim                    |
| Oficial Assistente (Grau do Serviço Civil: AO)         | Chevron simples                                                                                      | Sim                    |
| Oficial (Grau do Serviço Civil: EO)                    | Estrela de Bath simples 'Pip'                                                                        | Sim                    |
| Oficial Superior (Grau do Serviço Civil: HEO)          | 2 Estrelas de Bath 'Pips'                                                                            | Sim                    |
| Oficial sênior (Grau do Serviço Civil: SEO)            | 3 Estrelas de Bath 'Pips'                                                                            | Não                    |
| Diretor assistente (Grau do Serviço Civil: Grau 7)     | Coroa de Santo Eduardo                                                                               | Não                    |
| Vice-diretor (Grau do Serviço Civil: Grau 6)           | Coroa de Santo Eduardo acima de uma Estrela de Bath simples 'Pip'                                    | Não                    |
| Diretor (Grau do Serviço Civil: SCS1)                  | Estrela de Bath simples 'Pip' acima de um Roda enrolada em Louro                                     | Não                    |
| Chief Operating Officer (Grau do Serviço Civil: SCS2)  | Coroa de Santo Eduardo acima de uma Roda enrolada em Louro                                           | Não                    |
| Diretor Geral (Grau do Serviço Civil: SCS3)            | Coroa de Santo Eduardo acima de 2 Estrelas de Bath simples 'Pip' acima de uma Roda enrolada em Louro | Não                    |

### Uniforme e equipamentos

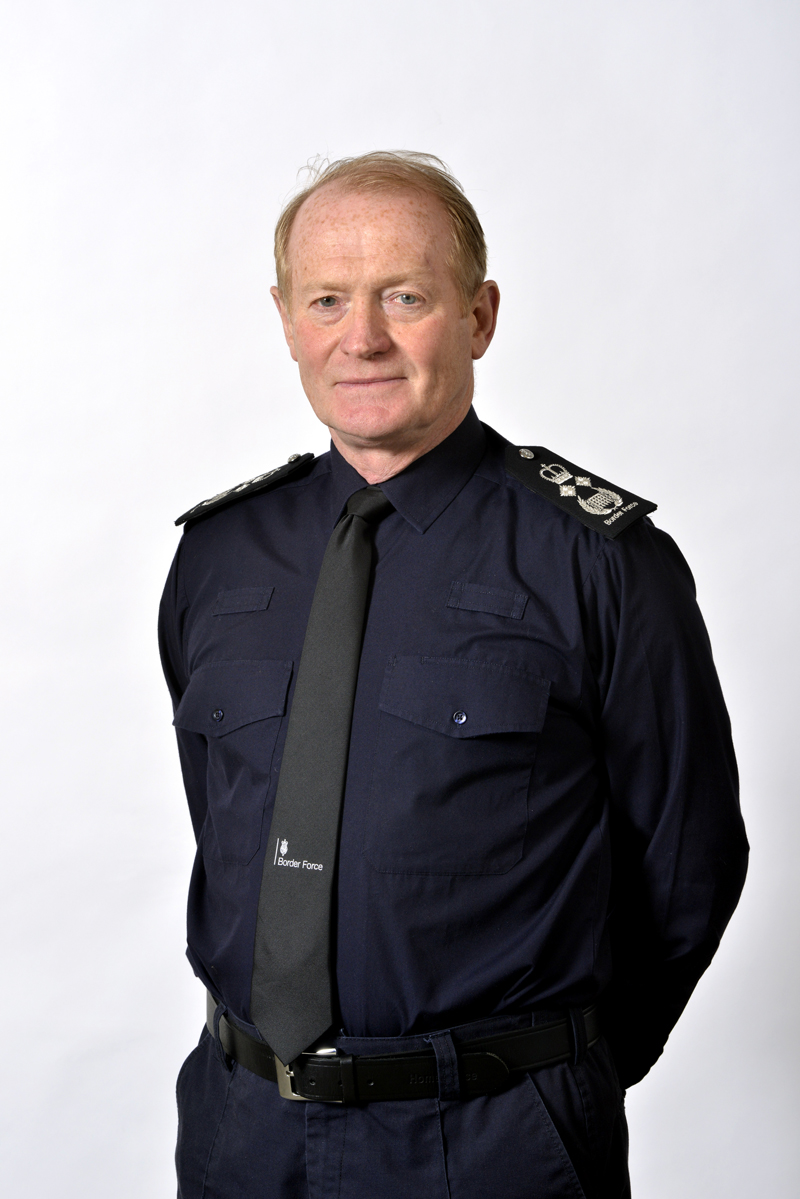
Sir Charles Montgomery em uniforme como Diretor Geral da Força de Fronteira.

Todos os oficiais da BF usam um uniforme azul-escuro (sem capacete) e têm determinados equipamentos para ajudá-los a realizar seu trabalho.
Os oficiais da BF sempre usam sua patente e número pessoal em uma dragona (veja acima).
Os policiais carregam cassetetes, algemas, rádios e podem usar um colete contra facadas ou colete de equipamentos.

#### Cães de busca
A BF tem uma unidade de cães e treinadores de cães. Há um curso de treinamento chamado Curso de Treinamento Inicial de Manipuladores de Cães Detectores da Força de Fronteira. A BF usa cães da forma "cão detector".

## Zona comum de viagens

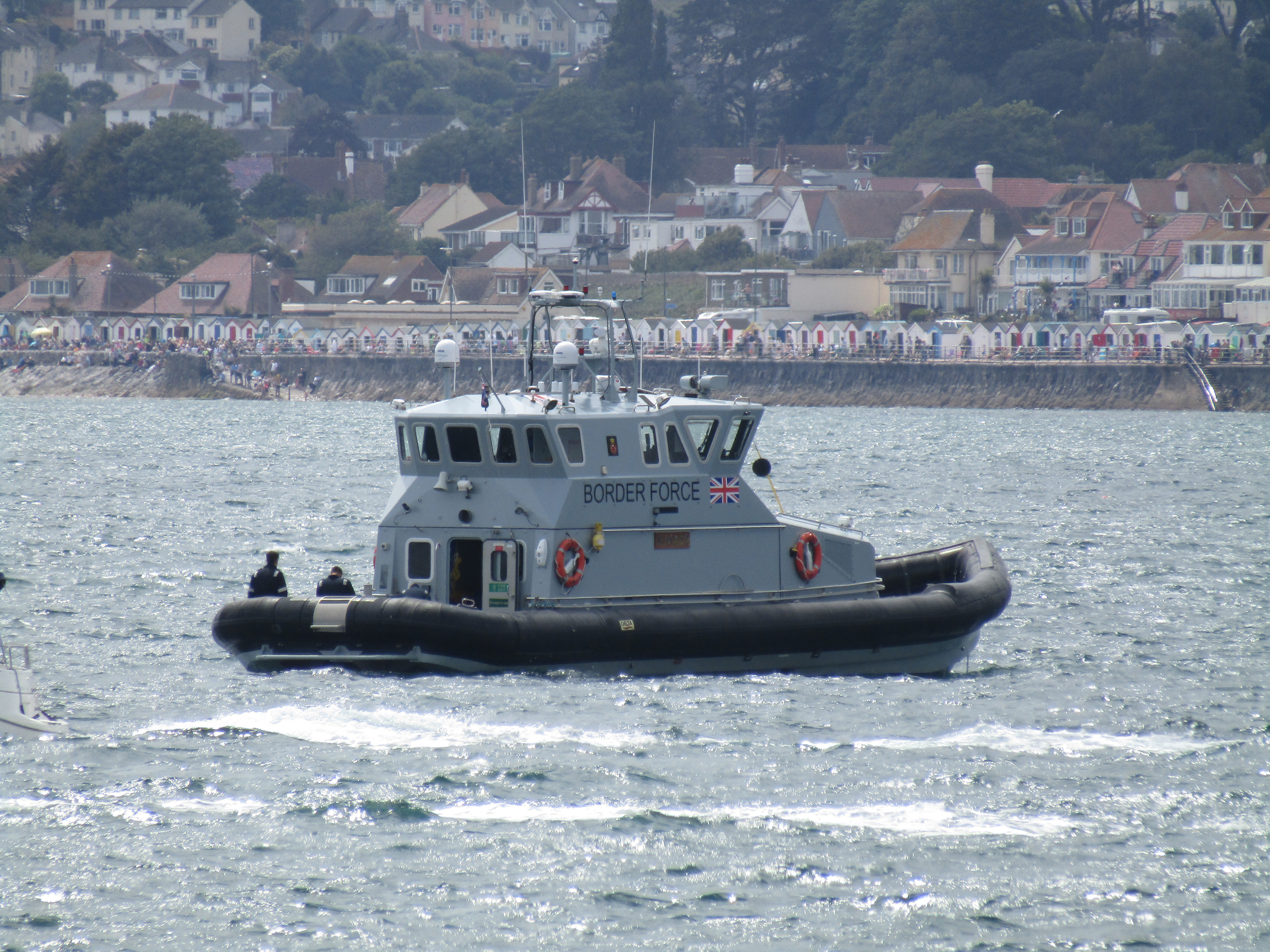
Uma embarcação de patrulha da Força de Fronteira em serviço.

O controle de imigração no Reino Unido é gerenciado dentro de uma Zona Comum de Viagens (CTA) mais ampla. A CTA é um acordo intergovernamental que permite a liberdade de movimento em uma área que abrange o Reino Unido, a Ilha de Man, as Ilhas do Canal (Guernsey, Jersey, Sark e Alderney) e a República da Irlanda. A entrada autorizada em qualquer um dos países acima basicamente permite a entrada em todos os outros, mas é responsabilidade da pessoa que entra garantir que esteja devidamente documentada para entrar em outras partes do CTA. Apesar da CTA, ainda é possível ser deportado do Reino Unido para a República da Irlanda e vice-versa.

## Controles justapostos
A entrada no Reino Unido pelo Eurotúnel do Canal da Mancha vindo da França, Bélgica ou Holanda, ou por balsa de Calais e Dunquerque, na França, é controlada por controles de imigração justapostos. Os viajantes passam pelo controle de passaportes do Reino Unido na França, Bélgica ou Holanda, enquanto os que viajam na direção contrária passam pelos controles de entrada na fronteira do Espaço Schengen enquanto estão no Reino Unido. A Bélgica e a Holanda não mantêm controles no Reino Unido, já que o primeiro país do Espaço Schengen a entrar é a França. Os pontos de controle da Força de Fronteira do Reino Unido na França são operados no Porto de Calais, no Porto de Dunquerque, no Terminal Eurotunnel Calais, na estação Calais-Fréthun, na Estação de Lille-Europe e na Estação de Paris Gare du Nord. Para os passageiros que chegam de trem Eurostar da Estação de Marne-la-Vallée Chessy, o controle de fronteira do Reino Unido é feito nas estações de chegada no Reino Unido, enquanto o controle de fronteira da França é feito em Marne-la-Vallée Chessy. Um posto de controle funcionou em Boulogne-sur-Mer até o fechamento do porto em agosto de 2010. Os postos de controle da Força de Fronteira do Reino Unido nas Estação Amsterdam Centraal e Rotterdam Centraal, na Holanda, começaram a funcionar em 26 de outubro de 2020.
A pré-compensação de fronteira dos Estados Unidos é um sistema equivalente operado pelo equivalente daquele país à UKBF em alguns aeroportos fora dos EUA.

## Embarcações
Todas as embarcações da Força de Fronteira têm o prefixo naval "HMC" (His Majesty's Cutter). Entre maio e outubro de 2015, dois dos navios, o HMC Protector e o HMC Seeker, foram enviados ao Mediterrâneo para realizar operações de busca e resgate. A Força de Fronteira também tem um navio fretado recentemente chamado MV VOS Grace.

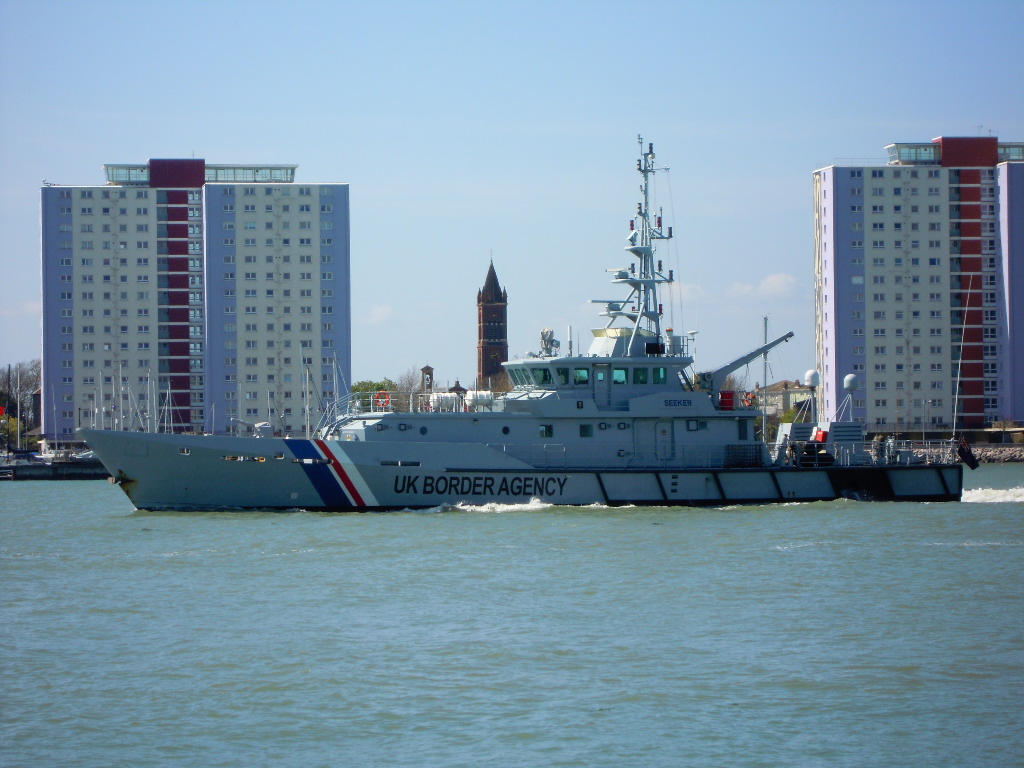
Seeker
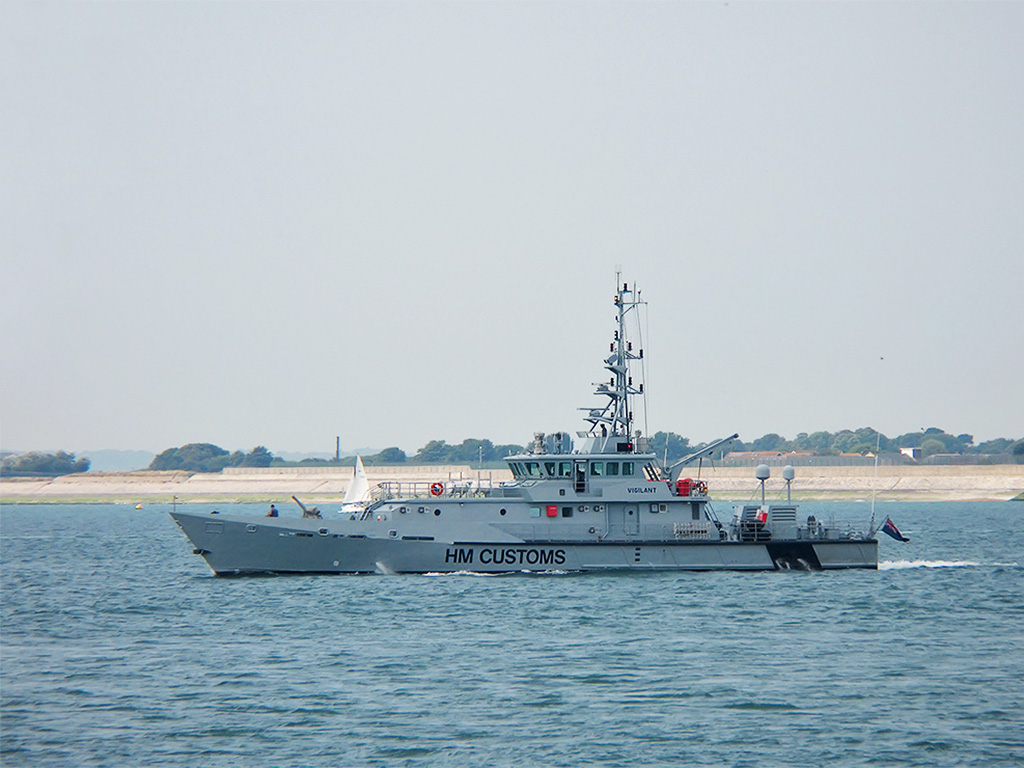
Vigilant
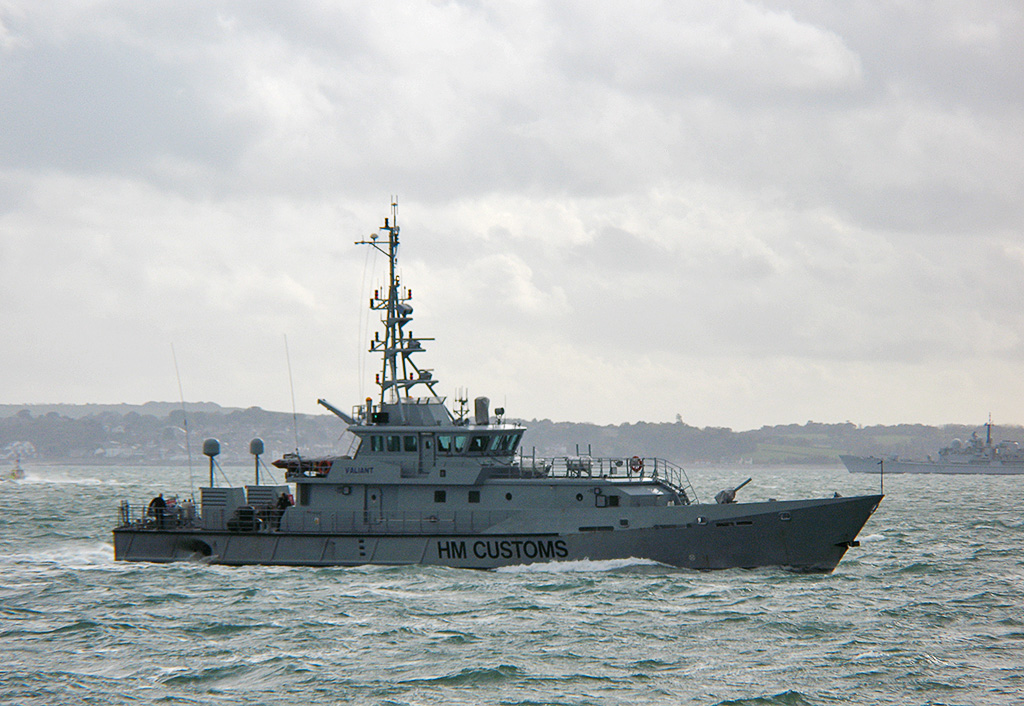
Valiant
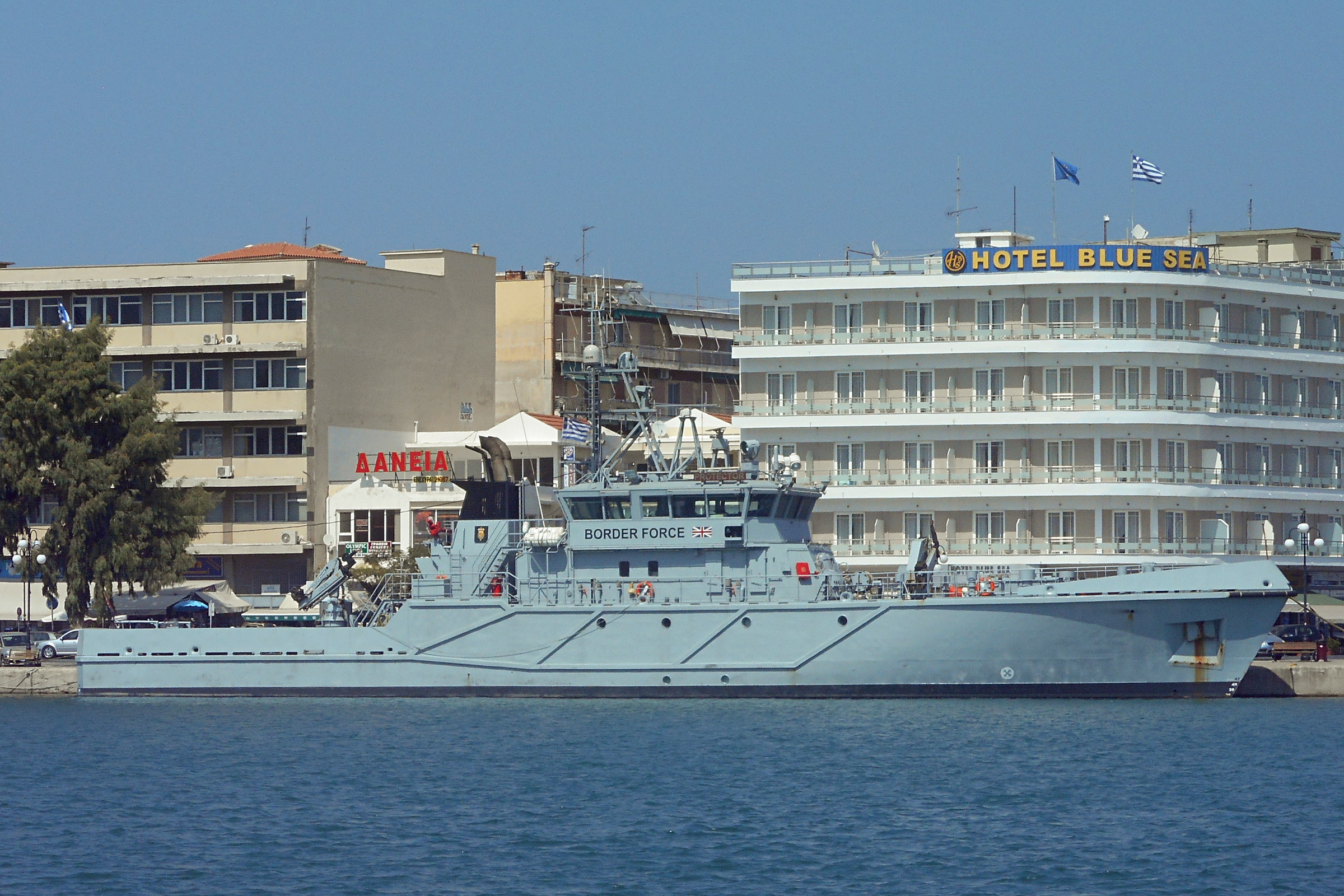
Protector

| Embarcação    | Classe                  | Entrada no serviço | Capacidade    | Tipo                            | Porto de origem | Referência           |
| ------------- | ----------------------- | ------------------ | ------------- | ------------------------------- | --------------- | -------------------- |
| HMC Seeker    | UKBF 42m Customs Cutter | 2001               | 257 toneladas | Cúter                           |                 |                      |
| HMC Searcher  | UKBF 42m Customs Cutter | 2002               | 257 toneladas | Cúter                           |                 |                      |
| HMC Vigilant  | UKBF 42m Customs Cutter | 2003               | 257 toneladas | Cúter                           |                 |                      |
| HMC Valiant   | UKBF 42m Customs Cutter | 2004               | 257 toneladas | Cúter                           |                 |                      |
| HMC Protector | Telkkä-class            | 2014               | 434 toneladas | Cúter                           | Portsmouth      | [ 27 ]               |
| HMC Active    | 20m RIB                 | 2016               | 31 toneladas  | Embarcação de patrulha costeira |                 | [ 28 ] [ 29 ] [ 30 ] |
| HMC Alert     | 20m RIB                 | 2016               | 31 toneladas  | Embarcação de patrulha costeira |                 | [ 28 ] [ 29 ] [ 30 ] |
| HMC Eagle     | 20m RIB                 | 2016               | 31 toneladas  | Embarcação de patrulha costeira |                 | [ 28 ] [ 29 ] [ 30 ] |
| HMC Nimrod    | 20m RIB                 | 2016               | 31 toneladas  | Embarcação de patrulha costeira |                 | [ 28 ] [ 29 ] [ 30 ] |
| HMC Hunter    | 20m RIB                 | 2018               | 31 toneladas  | Embarcação de patrulha costeira |                 | [ 31 ]               |
| HMC Speedwell | 20m RIB                 | 2018               | 31 toneladas  | Embarcação de patrulha costeira |                 | [ 31 ] [ 32 ]        |

- Seeker
- Vigilant
- Valiant
- Protector

## Ataque ao Centro de Imigração de Dover
Em 30 de outubro de 2022, o novo Centro de Imigração no Porto de Dover foi atacado com bombas incendiárias lançadas de um carro. Dois membros da equipe ficaram feridos. Um suspeito foi encontrado morto em um veículo e foi identificado como Andrew Leak, de 66 anos, de High Wycombe. A responsabilidade pela investigação é agora do Policiamento Antiterrorista do Sudeste.
As atividades on-line de Andrew Leak incluíam conteúdo de extrema direita e teorias da conspiração. Em 5 de novembro de 2022, a polícia declarou que o ataque "foi motivado por uma ideologia terrorista".

## Operações e sucessos notáveis
- Em 23 de abril de 2015, o HMC Valiant, auxiliado pelo HMS Somerset, que tinha oficiais da NCA a bordo, interceptou o MV Hamal, um rebocador, e depois que ele foi revistado em Aberdeen, com a maior apreensão de drogas do Reino Unido. Foram 3,2 toneladas de cocaína, foi encontrada a bordo, em seu tanque de lastro dianteiro. Foram necessários três dias para remover a carga e o navio precisou ser colocado sob guarda armada.[37][38][39][40]
- Em 31 de julho de 2017, a Força de Fronteira venceu um processo judicial em que um juiz declarou que bonecas sexuais infantis eram um item obsceno depois que a apreensão de uma delas foi contestada.[41][42]
- Em 31 de janeiro de 2018, os agentes da Força de Fronteira no Aeroporto de Farnborough suspeitaram após um embarque e inspeção de rotina de um jato particular da Colômbia e, após uma busca na alfândega, descobriram 500 kg de cocaína com valor de mercado de £ 50.000.000 em quinze malas.[43][44][45]
- Durante a Crise Migratória na Europa de 2015, a Força de Fronteira resgatou mais de 1.650 migrantes e prendeu 27 suspeitos de contrabando de pessoas em um verão como parte da Missão da UE no Mar Mediterrâneo.[46][47][48]
- Em fevereiro de 2017, a Força de Fronteira participou da Operação Thunderbird organizada pela Interpol para combater o crime e o tráfico de vida selvagem. Os agentes da Força de Fronteira fizeram 182 apreensões durante a operação, que ocorreu entre 30 de janeiro e 19 de fevereiro. Entre os itens encontrados estavam 11 quilos de marfim, 600.000 enguias vivas, 74 orquídeas vivas, oito cactos, 13 produtos de pele de répteis, cerca de 3.500 instrumentos musicais contendo madeira CITES.[49][50]
- Em dezembro de 2012, a Força de Fronteira apreendeu 1,2 tonelada de CDs falsos no Aeroporto de Manchester.[51][52]
- Um casal foi condenado em abril de 2013 por tentar contrabandear um bebê nigeriano para o Reino Unido, alegando que era seu próprio filho. Eles foram parados e investigados depois que oficiais da Força de Fronteira suspeitaram.[53][54]
- Megan, cadela detectora da Força de Fronteira, tornou-se a cadela detectora de drogas mais bem-sucedida do Reino Unido. Em um período de sete anos com a Força de Fronteira, ela frustrou 102 tentativas de contrabando para o Reino Unido. Ela se aposentou em março de 2014.[55][56]
- Outro cão detector da Força de Fronteira, Jessie, encontrou £1.000.000 sendo contrabandeados em um período de cinco meses.[57][58]
- Duas tentativas separadas de contrabandear aves para o Reino Unido dentro de malas foram impedidas por agentes da Força de Fronteira no Aeroporto de Leeds Bradford em maio de 2013.[59]
- Doze iguanas criticamente ameaçadas de extinção apreendidas de contrabandistas por oficiais da Força de Fronteira no Aeroporto de Heathrow, em Londres, foram devolvidas para sua terra natal, as Bahamas. Os répteis foram descobertos na bagagem de dois cidadãos romenos em 3 de fevereiro de 2014 por agentes que realizavam verificações alfandegárias.[60][61][62]
- Em setembro de 2015, agentes da Força de Fronteira apreenderam uma tonelada de cannabis no porto London Gateway. Isso ocorreu depois que 2 toneladas foram apreendidas lá em fevereiro de 2015.[63][64]